# Awra
 (août 2023).
La mise en forme du texte ne suit pas les recommandations de Wikipédia : il faut le « wikifier ».
Les points d'amélioration suivants sont les cas les plus fréquents. Le détail des points à revoir est peut-être précisé sur la page de discussion.
- Les titres sont pré-formatés par le logiciel. Ils ne sont ni en capitales, ni en gras.
- Le texte ne doit pas être écrit en capitales (les noms de famille non plus), ni en gras, ni en italique, ni en « petit »…
- Le gras n'est utilisé que pour surligner le titre de l'article dans l'introduction, une seule fois.
- L'italique est rarement utilisé : mots en langue étrangère, titres d'œuvres, noms de bateaux, etc.
- Les citations ne sont pas en italique mais en corps de texte normal. Elles sont entourées par des guillemets français : « et ».
- Les listes à puces sont à éviter, des paragraphes rédigés étant largement préférés. Les tableaux sont à réserver à la présentation de données structurées (résultats, etc.).
- Les appels de note de bas de page (petits chiffres en exposant, introduits par l'outil «  Source ») sont à placer entre la fin de phrase et le point final[comme ça].
- Les liens internes (vers d'autres articles de Wikipédia) sont à choisir avec parcimonie. Créez des liens vers des articles approfondissant le sujet. Les termes génériques sans rapport avec le sujet sont à éviter, ainsi que les répétitions de liens vers un même terme.
- Les liens externes sont à placer uniquement dans une section « Liens externes », à la fin de l'article. Ces liens sont à choisir avec parcimonie suivant les règles définies. Si un lien sert de source à l'article, son insertion dans le texte est à faire par les notes de bas de page.
- La présentation des références doit suivre les conventions bibliographiques. Il est recommandé d'utiliser les modèles {{Ouvrage}}, {{Chapitre}}, {{Article}}, {{Lien web}} et/ou {{Bibliographie}}. Le mode d'édition visuel peut mettre en forme automatiquement les références.
- Insérer une infobox (cadre d'informations à droite) n'est pas obligatoire pour parachever la mise en page.

Pour une aide détaillée, merci de consulter Aide:Wikification.
Si vous pensez que ces points ont été résolus, vous pouvez retirer ce bandeau et améliorer la mise en forme d'un autre article.
 (novembre 2010).
Si vous disposez d'ouvrages ou d'articles de référence ou si vous connaissez des sites web de qualité traitant du thème abordé ici, merci de compléter l'article en donnant les références utiles à sa vérifiabilité et en les liant à la section « Notes et références ».
Dans la religion musulmane, le terme awra (de l'arabe : عورة ʿawra) désigne toute chose restée à découvert ou toute partie du corps que l’être humain cache par pudeur et faisant partie de sa vie privée, la pudeur étant considérée comme « une branche de la foi ».

## Origine
Le substantif féminin est emprunté à l'arabe ‘awra (pl. ‘awrât) qui est une notion coranique. Le Coran compte, en effet, quatre occurrences du mot ‘awra / ‘awrât : deux en XXXIII, 13 ; une en XXIV, 31 ; et une en XXIV, 58. La ‘awra d'une personne désigne de manière générale les parties de son corps qu'elle ne peut dévoiler, qu’elle ne peut laisser apparaître et qu'autrui ne peut regarder. Les ‘awrât sont aussi une notion juridique.

C’est le même sens qu’on trouve dans le Coran, sourate Al-Ahzab (33), verset 13 :  

« Certains d’entre eux demandaient au Prophète la permission de se retirer: “Nos maisons sont restées à découvert (awra) et sont menacées”. »

Cette notion d’intimité est citée dans le Coran, sourate Al-A‘raf (7), verset 26 : 

« O fils d’Adam ! Nous vous avons octroyé l’usage des habits pour couvrir vos nudités ainsi que de riches parures. »

## Principes
Il existe entre deux aspects de la awra aussi bien pour l’homme que pour la femme, à couvrir pour la prière et à couvrir en temps normal. 
En ce qui concerne la prière, on distingue la awra majeure dite moghalladhah (La partie du corps qui, si elle se découvre, oblige le croyant à refaire sa prière) et la awra mineure dite moukhaffaffah (La partie du corps qui, si elle se découvre, oblige le croyant à refaire sa prière pendant l’heure qui lui est fixée).
- awra majeure
  - Pour l'homme : L'appareil génital et les fesses
  - Pour la femme : du nombril au genoux

La awra à couvrir pour la prière :
- - Pour l'homme : La partie située entre le nombril et le genou (la awra majeure étant couverte).
  - Pour la femme : Tout son corps à part le visage et les mains pour les  ja'farites, hanbalites, chafeites et malikites (et les pieds selon les hanafites).

La awra à couvrir en temps normal est, pour l'homme, la partie située entre le nombril et le genou. Pour la femme en présence d'une femme musulmane, la partie située entre le nombril et le genou; en présence d'une femme non musulmane, le haut de la poitrine et le genou ; en présence d'un mahram (homme avec qui elle ne peut pas se marier), entre le haut de la poitrine et le genou; en présence d'un homme quelconque, tout son corps à part le visage et les mains selon les malikites, hanbalite et chaféite (et les pieds selon les hanafites et les ja'farites).
Selon la majorité des oulémas de l'époque classique[réf. nécessaire], les limites de la awra pour les femmes en temps normal sont seulement pour les femmes libres et pas pour les femmes esclaves, car les femmes esclaves devaient travailler, ce qui rendrait plus difficile le port du voile.